# Imagine That
Imagine That (titulada Mi papá y nuestro mundo fantástico en Hispanoamérica, Nuestro mundo fantástico en Argentina y Imagine en España) es una comedia de Nickelodeon Movies y Paramount Pictures protagonizada por Eddie Murphy y Yara Shahidi, y dirigida por Karey Kirkpatrick. Estrenada el 12 de junio de 2009 en Estados Unidos y el 10 de octubre en España.

## Reparto
- Eddie Murphy
- Thomas Haden Church
- Martin Sheen
- Yara Shahidi

## Argumento
Un exitoso ejecutivo financiero llamado Evan Danielson (Eddie Murphy), que tiene más tiempo para su Blackberry que para su hija de 5 años, Olivia Danielson (Yara Shahidi), sufre una crisis de confianza y su carrera comienza a caer en picado y encuentra la solución a todos sus problemas en el mundo imaginario de su hija.

## Recepción crítica y comercial
Obtuvo en general críticas mixtas, acumulando un 43% de comentarios positivos, según la página de Internet Rotten Tomatoes, llegando a la siguiente conclusión: «Pese a la aparición de la nueva comediante Yara Shahidi Imagine that es otra comedia familiar que bebe de los talentos de Eddie Murphy para la comedia».
Según la página de Internet Metacritic obtuvo críticas mixtas, con un 54%, basado en 23 comentarios de los cuales 12 son positivos.
Estrenado en 2008 pantallas estadounidenses sólo recaudó 5,5 millones de dólares, siendo uno de los peores estrenos en una película estrenada en más de 3000 salas.  Recaudó en Estados Unidos sólo 16 millones de dólares. Sumando las recaudaciones internacionales la cifra asciende a 22 millones. Su presupuesto fue de 55 millones.

## Premios

### Razzie Awards
| Año  | Categoría  | Persona      | Resultado |
| ---- | ---------- | ------------ | --------- |
| 2010 | Peor actor | Eddie Murphy | Candidato |